# Bicyclus pluvia
Bicyclus pluvia är en fjärilsart som beskrevs av Van Son 1962. Bicyclus pluvia ingår i släktet Bicyclus och familjen praktfjärilar. Inga underarter finns listade i Catalogue of Life.